# Nu dages det søstre
|  | Denne artikel er oprettet af botten PalnaBot ud fra en ekstern database. Den kan derfor have sproglige fejl eller mangler. Denne skabelon kan fjernes efter kontrol af indholdet. |

Nu dages det søstre er en film instrueret af Li Vilstrup efter manuskript af Ole Husted Jensen.

## Handling
I Mocambique er kvinderollen under forandring. Efter befrielsen fra portugisisk koloniherredømme deltager kvinderne aktivt i opbygningen af det socialistiske samfund. Filmen præsenterer sit tema gennem samtaler med tre kvinder, der både fortæller om deres arbejde (på landet, på fabrik og på sygehus), deres familieliv, deres uddannelse og deres deltagelse i kampen for at holde "de bevæbnede banditter" fra Sydafrika væk fra landet. Med præsentationen af kvinderne giver filmen samtidig et indtryk af Mocambiques udvikling fra den tid, hvor befrielsesbevægelsen FRELIMO løsrev landet fra det portugisiske åg.